# Отрив ла Фрес
Отервив ла Фрес (фр. Hauterive-la-Fresse) насеље је и општина у источној Француској у региону Франш-Конте, у департману Ду која припада префектури Понтарлије.
По подацима из 2011. године у општини је живело 211 становника, а густина насељености је износила 28,28 становника/km². Општина се простире на површини од 7,46 km². Налази се на средњој надморској висини од 890 метара (максималној 1.210 m, а минималној 778 m).

## Демографија
| 1962. | 1968. | 1975. | 1982. | 1990. | 1999. | 2011. |
| ----- | ----- | ----- | ----- | ----- | ----- | ----- |
| 120   | 124   | 92    | 89    | 103   | 145   | 211   |

График промене броја становника у току последњих година